# Kallenkote
Kallenkote is een karakteristiek lintdorp in de regio Kop van Overijssel (gemeente Steenwijkerland) in de Nederlandse provincie Overijssel.

## Ligging
Rond het jaar 1200 wordt deze plaats onder de naam Collencoten voor het eerst ingetekend op kaarten. Het bebouwingslint ligt op de grens van het zand- en het veenpakket en volgt ongeveer de lijn van de Steenwijker Aa, anderhalve kilometer in westelijke richting.

## Bezienswaardigheid
Bij het dorp is Taman Indonesia opgericht. Dit park herbergt een bonte verzameling van ruim 50 verschillende soorten vogels, aangevuld met tal van kleine Aziatische zoogdieren.